# Trachemys gaigeae
Trachemys gaigeae е вид костенурка от семейство Блатни костенурки (Emydidae). Видът е уязвим и сериозно застрашен от изчезване.

## Разпространение
Разпространен е в Мексико (Дуранго, Коауила де Сарагоса и Чиуауа) и САЩ (Ню Мексико и Тексас).